# جیلیان آرمینانت
جیلیان آرمینانت (انگلیسی: Jillian Armenante؛ زادهٔ ۵ ژوئیهٔ ۱۹۶۸) بازیگر اهل ایالات متحده آمریکا است. وی از سال ۱۹۹۱ میلادی تاکنون مشغول فعالیت بوده‌است.
از فیلم‌ها یا برنامه‌های تلویزیونی که وی در آن نقش داشته است، می‌توان به قاضی امی، تب چمنزار و ستاره‌هایی در فیلم‌های کوتاه اشاره کرد.